# Umbíbio
Unbibium ([uːnˈbɪbiəm]), conhecido também como elemento 122, é um elemento desconhecido previsto, e com símbolo temporário Ubb.

Possui um número atômico 122.